# Heart (album de Heart)
Pour les articles homonymes, voir Heart (homonymie).
Albums de Heart
Passionworks
(1983) Bad Animals
(1987)
Heart est le huitième album studio du groupe américain Heart, sorti le 6 juillet 1985. À noter la présence aux claviers du pianiste et compositeur autrichien Peter Wolf et de la chanteuse de Jefferson Airplane, Grace Slick, aux chœurs sur la ballade What about love. Et pour la seule et unique fois, la participation de Bernie Taupin pour le texte de la chanson These Dreams. 

## Liste des pistes
1. If Looks Could Kill - (Jack Conrad, Bob Garrett) : 3:42
2. What About Love - (Sheron Alton, Brian Allen, Jim Vallance) : 3:41
3. Never - (Ann Wilson, Nancy Wilson, Sue Ennis, Holly Knight, Gene Black) : 4:07
4. These Dreams - (Bernie Taupin, Martin Page) : 4:15
5. The Wolf - (Ann Wilson, Nancy Wilson, Howard Leese, Mark Andes, Denny Carmassi, Sue Ennis) : 4:03
6. All Eyes - (Ann Wilson, Nancy Wilson, Sue Ennis, Holly Knight, Gene Black) : 3:55
7. Nobody Home - (A. Wilson, N. Wilson, Ennis) : 4:07
8. Nothin' At All - (Mark Mueller) : 4:13
9. What He Don't Know - (A. Wilson, N. Wilson, Ennis) : 3:41
10. Shell Shock - (Ann Wilson, Nancy Wilson, Howard Leese, Mark Andes, Denny Carmassi, Sue Ennis) : 3:42

## Chart
| Année | Chart         | Position |
| ----- | ------------- | -------- |
| 1985  | Billboard 200 | 1        |

## Personnel
- Ann Wilson : Chant
- Nancy Wilson : Chant sur 4, chœurs, guitares acoustique et électrique, mandoline
- Howard Leese : Guitare électrique solo, mandoline, claviers, chœurs.
- Mark Andes : Basse
- Denny Carmassi : Batterie

## Personnel additionnel
- Peter Wolf : Synthétiseurs, piano acoustique
- Holly Knight : Claviers
- Lynn Wilson : Chœurs
- Grace Slick : Chœurs (2)
- Mickey Thomas : Chœurs (2, 6, 10)
- Johnny Colla : Chœurs (4, 8)
- Frankie Sullivan : Guitare (7), guitare additionnelle (10).

## Certifications
| Pays                  | Certification | Ventes certifiées |
| --------------------- | ------------- | ----------------- |
| Canada (Music Canada) | 6 × Platine   | 600 000           |
| États-Unis (RIAA)     | 5 × Platine   | 5 000 000         |
| Royaume-Uni (BPI)     | Argent        | 60 000            |